# Adrian Gaxha
Adrian Gaxha (en idioma macedonio: Адриан Гаџа) (Skopie, 13 de febrero de 1984) es un cantante pop albano-macedonio. En 2006 participó junto a Esma Redzepova en la preselección macedonia para el Festival de la Canción de Eurovisión de ese año con la canción "Ljubov e", obteniendo el segundo lugar, por detrás de Elena Risteska, y en 2008 ganó el Skopje Fest junto a Tamara Todevska y Rade Vrčakovski con la canción "Vo imeto na ljubovta" (Let me love you), convirtiéndose en el representante de la entonces denominada Antigua República Yugoslava de Macedonia para el Festival de la Canción de Eurovisión, celebrado en Belgrado, Serbia. Si bien en las semifinales la canción obtuvo un 10º lugar con un total de 64 puntos, no clasificó debido a que un jurado de expertos prefirió salvar a Charlotte Perrelli, representante de Suecia.

## Discografía

### Álbumes
- Thuaj Mamit
- 300 Godini (2008)

### Singles
- "Dashuri Mistike" (junto a Tamara Todevska y Vrčak)
- "Sa Sexy"
- "Nedopirliva" (junto a Vrčak)
- "Vo ime na ljubovta" (junto a Tamara Todevska y Vrčak)
- "Toksična" (junto a Vrčak y Robert Bilbilov)